# Atlas Oryx
Atlas Oryx (z afr. „oryks”) – południowoafrykański średni śmigłowiec wielozadaniowy wytwarzany przez Atlas Aircraft Corporation (obecnie Denel Aerospace Systems), będący zmodyfikowaną wersją śmigłowca Aérospatiale Puma.